# متحف قصر الدبيخي
يقع متحف قصر الدبيخي في خب القويع غرب مدينة بريدة على شارع السلام، وهو عبارة عن مبنى طيني على طراز البيوت التراثية النجدية القديمة. كان المتحف قصرًا لأسرة الدبيخي حتى رحلوا عنه إلى بيت حديث عام 1398هـ. بعد ذلك قام ابنهم علي بن سليمان الدبيخي بترميم القصر وافتتحه كمتحف للعامة عام 1433هـ. يضم المتحف 22 جناحاً وزاوية، وقد عرضت محتويات المتحف إما بالتعليق على الجدران وإما من خلال بعض الفاترينات. المتحف مفتوح للزوار طوال أيام الأسبوع، وهو أيضاً متاح للحجوزات الخاصة والزيارات الطلابية. ويتيح القصر للمستثمرين عرض منتجاتهم ومعروضاتهم لزواره؛ بغرض البيع والشراء.

## موجودات المتحف
تتكون القطع التراثية الموجودة في المتحف من أدوات وأواني الطهي، وأواني الري، وأدوات القهوة، والمباخر، والرحى لطحن وجرش الحبوب، كما تشمل أيضاً أدوات الزراعة والحراثة، وأدوات النجارة، وبعض الأدوات المدرسية والتعليمية القديمة، والملابس الرجالية والنسائية التقليدية، وبعض الحلي وأدوات التجميل الخاصة بالنساء. يحتفظ المتحف بأكثر من 7000 نسخة من صحف ومجلات عربية يعود عمر بعضها إلى أكثر من 153 عاماً. ويقدر الدبيخي القيمة المالية لمحتويات المتحف بأكثر من سبعة ملايين ريال سعودي.